# Henry Frendo
Henry Joseph Frendo (Sliema, 29 août 1948) est un historien moderne et professeur de l'Université de Malte depuis 1992.

## Biographie
Il grandit à Floriana, étudie à l'Université de Malte, à l'Université de Pérouse et obtient un doctorat à l'Université d'Oxford (1976).
Il est chroniqueur régulier dans In-Nazzjon Taghna et It-Torca, il a été rédacteur dans Storja, Journal of Mediterranean Studies, et a contribué à la radio et à la télévision maltaises.
Il a également travaillé pour le HCR.
Il est marié à Margaret Debono et ils ont une fille et deux fils.

## Œuvre
- The European Mind: Narrative and Identity (Vol. I&II) (2010)
- Colonialismo e nazionalismo nel Mediterraneo. La lotta partitica a Malta durante l’occupazione inglese; tra assimilazione e resistenza (2009)
- Nerik Mizzi: The Formative Years (2009)
- Storja 1978–2008. 30th Anniversary Edition (2008)
- Patrijott Liberali Malti: Biografija ta’ Gorg Borg Olivier 1911-1980 (2005)
- Zmien l-Inglizi: Is-Seklu Dsatax (2004)
- The Press and the Media in Malta (2004)
- Europe Since 1945 (2001)
- The Origins of Maltese Statehood: A Case Study of Decolonization in the Mediterranean (1999)
- "Les Français à Malte, 1798-1800: réflexions sur une insurrection" (1999), 143-151
- Attard the Life of a Maltese Casale (1997)
- "L'Autonomie Locale Maltaise" (1996), 43-47
- Malta: Culture and Identity (1994)
- Maltese Political Development 1798-1964 (1993)
- Party Politics in a Fortress Colony: The Maltese Experience (1991)
- Malta's Quest for Independence (1989)
- The Popular Movement for a New Beginning (1981)
- Sette Giugno 1919 (1970)